# پل امامزاده عبدالله
پل امامزاده عبدا… (پل سپه) مربوط به دوره قاجار است و در شهرستان قم، بخش سلفچگان، روستای قلعه چم واقع شده و این اثر در تاریخ ۹ اردیبهشت ۱۳۸۲ با شماره ثبت ۸۶۲۷ به عنوان یکی از آثار ملی ایران به ثبت رسیده است.